# Exército Voluntário

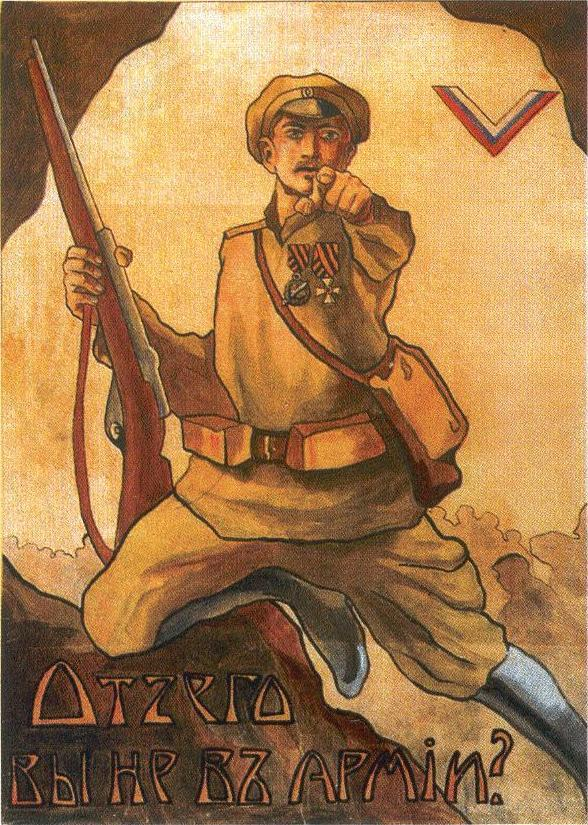
"Porque não esta no exército?" Poster de recrutamento do Exército Voluntário durante a Guerra civil Russa

O Exército Voluntário (em russo:  Добровольческая армия, abreviado para em russo:  Добрармия) foi um Exército Branco ativo no sul da Rússia durante a Guerra Civil Russa de 1917 a 1920. O Exército Voluntário lutou contra os bolcheviques na Frente Sul e na Guerra da Independência da Ucrânia. Em 1919, foi unido às Forças Armadas do Sul da Rússia, tornando-se a maior força do Movimento Branco. Em 1920, foi reorganizado no Exército de Wrangel, quando este se torna o comandante chefe de todas as forças brancas remanescentes no sul da Rússia.

## História

### Formação
O Exército Voluntário começou a se formar no final de novembro de 1917 sob a liderança do general Mikhail Alekseyev e do general Lavr Kornilov, sediado em Novocherkassk, logo após o início da Guerra Civil Russa.
Foi organizado para lutar contra os bolcheviques no sul da Rússia. Alekseyev e Kornilov alistaram apoiadores, que inicialmente incluíam oficiais voluntários, cadetes, estudantes e cossacos. Dos primeiros 3.000 recrutas, apenas doze eram soldados comuns; o resto eram oficiais, alguns dos quais se ressentiam de ter que servir como soldados.

#### Criação oficial
Em 27 de dezembro de 1917 (9 de janeiro de 1918), a criação do Exército Voluntário foi oficialmente anunciada, com Alekseyev tornando-se seu líder geral, Kornilov como seu comandante-chefe, general Alexander Lukomsky como seu chefe de gabinete, general Anton Denikin, comandante da 1ª Divisão, e general Sergey Markov como comandante do 1º Regimento de Oficiais. Também criaram o chamado "Conselho Especial" no quartel-general, que incluía políticos civis proeminentes como Piotr Struve, Pavel Milyukov, Mikhail Rodzianko, Sergey Sazonov e Boris Savinkov.

### 1918
No início de fevereiro de 1918, o Exército Voluntário contava com mais de 3.600 homens. Lutou contra o Exército Vermelho junto com unidades das forças Ataman Alexey Kaledin.

#### Primeira campanha Cubã
No final de fevereiro, o avanço do Exército Vermelho forçou o Exército Voluntário a recuar de Rostóvia do Dom para Cubã, a fim de se unir às formações de cossacos de Cubã, uma retirada conhecida como a Marcha do Gelo. No entanto, a maioria dos cossacos de Cubã não apoiou o Exército Voluntário, e apenas uma pequena unidade (3.000 homens) liderada pelo general Viktor Pokrovsky se juntou ao Exército Voluntário em 26 de março de 1918, aumentando seu número para 6.000 soldados. A tentativa do Exército Voluntário de capturar Krasnodar entre 9 e 13 de abril foi um desastre, e acaba com Kornilov sendo morto em batalha atingido por um projétil de artilharia. Denikin assume o comando dos remanescentes do Exército Voluntário e parte para as remotas stanitsas (pequenas vilas Cosscas) se refugiando atrás do rio Dom.

#### Segunda Campanha Cubã
Em junho de 1918, 3.000 homens sob o comando do Coronel Mikhail Drozdovsky se juntaram ao Exército Voluntário, fortalecendo-o para 8.000 a 9.000 homens. Em 23 de junho, o Exército Voluntário iniciou a chamada Ofensiva de Cubã, com o apoio do general Pyotr Krasnov. Em setembro de 1918, o Exército Voluntário tinha uma força de 30.000 a 35.000 homens graças à mobilização dos cossacos de Cubã e "elementos contra-revolucionários" reunidos no norte do Cáucaso, tomando o nome de Exército Voluntário do Cáucaso.

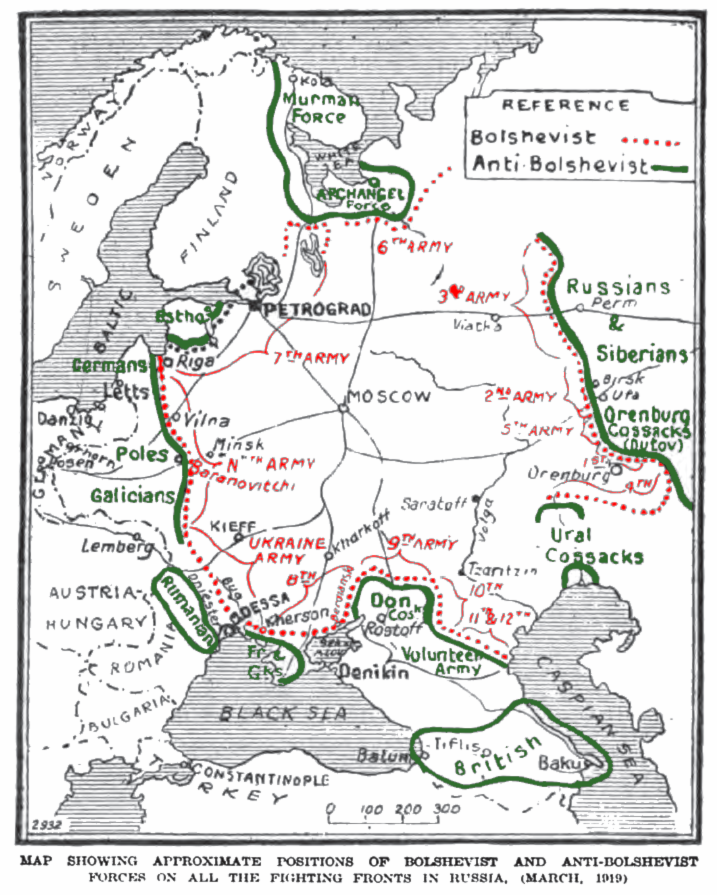
Exército Voluntário do General Anton Denikin e forças armadas regionais após o Armistício de Mudros.

No outono de 1918, Grã-Bretanha, França e Estados Unidos aumentaram sua assistência material e técnica ao Exército Voluntário. Com o apoio da Entente, as forças dos brancos do Sul da Rússia se uniram para formar as chamadas Forças Armadas do Sul da Rússia (Вооружённые силы Юга России, Vooruzhenniye sily Yuga Rossii), lideradas por Denikin. No final de 1918 e início de 1919, Denikin derrotou o 11º Exército Soviético e capturou a região do Cáucaso do Norte.

### 1919
Em janeiro de 1919, o Exército Voluntário do Cáucaso foi dividido em Exército do Cáucaso e o Exército Voluntário, que mais tarde se juntaria ao Exército do Don, criado a partir dos remanescentes do Exército Cossaco de Pyotr Krasnov. Depois de capturar Donbass, Tsaritsyn e Carcóvia em junho de 1919, Denikin começou a avançar em direção a Moscou em 20 de junho (3 de julho). De acordo com seu plano, o principal golpe a Moscou seria infligido pelo Exército Voluntário (40.000 homens) sob o comando do general Vladimir May-Mayevsky.
Os bolcheviques acusaram o Exército Branco de crueldade em seus territórios conquistados, geralmente contra os trabalhadores, e a historiografia soviética apelidou esse regime de "Denikinschina". Algumas das unidades e formações do Exército Voluntário possuíam boas habilidades militares e força de combate devido ao grande número de oficiais em suas fileiras, que odiavam e desprezavam os bolcheviques. No entanto, a eficiência de combate do Exército Voluntário diminuiu no verão de 1919 à luz de perdas significativas e recrutamento de camponeses mobilizados e até soldados do Exército Vermelho capturados (pratica feita por todos os exércitos durante a guerra civil). Durante a contraofensiva do Exército Vermelho em outubro de 1919, o Exército Voluntário sofreu uma derrota decisiva e recuou para o sul.

### 1920
No início de 1920, recuou para as áreas além do rio Don e foi reduzido a um corpo de 5.000 homens sob o comando do general Alexander Kutepov. Em 26 e 27 de março de 1920, os remanescentes do Exército Voluntário foram evacuados de Novorossisk para a Crimeia.
Após a evacuação, Denikin e seu chefe de gabinete renunciam seus postos, Abram Dragomirov e um conselho de oficiais se reúnem e elegem Pyotr Wrangel como novo comandante chefe, que junto a seu chefe de gabinete Shatilov, reorganiza os exércitos brancos remanescente no chamado Exército de Wrangel. Após a derrota de Wrangel no final do ano os remanescentes do Exército de Wrangel são evacuados da Crimeia e partem ao exílio, formando a base da União Dos Oficiais Russos, uma iniciativa de manter a coesão do Movimento Branco mesmo em exílio.

## Críticas
O Exército Voluntário foi criticado por seu mau tratamento aos presos políticos e às respectivas comunidades dos prisioneiros durante a Guerra Civil Russa.

KN Sokolov, um ativista antibolchevique e político do Partido Democrático Constitucional que defendeu o movimento do governo russo em direção a uma monarquia constitucional, criticou essa característica do Exército Voluntário. Sokolov escreveu.
O roubo incontrolável da população por nossas forças militares, a devassidão e repressão dos oficiais militares em áreas locais, a corrupção inacreditável dos representantes do poder, sua especulação aberta, venalidade e, finalmente, sua arbitrariedade desenfreada prevalecendo em suas organizações de contra-inteligência, aqui estavam as úlceras do nosso regime, obrigando a população a dizer: não, este não é o regime que pode salvar a Rússia. K. N. Sokolov, Pravlenie generala Denikina, Sofia, 1921.
Edward M. Dune, membro da Guarda Vermelha, a organização que eliminou o poder do Partido Democrático Constitucional após a Revolução Russa em 1917, comparou o mau comportamento do Exército Vermelho ao do Exército Voluntário. Por exemplo, em referência à rebelião dos cossacos de Cubã, Dune explica: "Nossas ações … diferiram pouco do comportamento do Exército Branco durante a própria guerra". Edward M. Dune, Notes of a Red Guard, University of Illinois Press, 1993.

## Antissemitismo
O serviço de propaganda do Exército Voluntário fez a afirmação de que "os judeus devem pagar por tudo: pelas revoluções de fevereiro e outubro, pelo bolchevismo e pelos camponeses que tomaram suas terras dos proprietários". A organização também reeditou os Protocolos dos Sábios de Sião. Embora as tropas de Denikin não tenham sido as únicas a cometer pogroms, alguns oficiais de Denikin são responsáveis por diversos pogroms, segundo Wrangel. Em diversas partes da campanha, os oficiais de Denikin estavam descontrolados e cometiam diversos crimes contra judeus e camponeses.
No exterior, os massacres anti-semitas tornaram-se uma preocupação para os doadores europeus e americanos. Winston Churchill, então ministro do Gabinete britânico, pediu a Denikin que impedisse a morte de judeus em distritos controlados por seu exército. No entanto, Denikin não consegue confrontar seus oficiais e se contentou com apenas condenações formais e não impôs limites a seus oficiais.

## Linha do tempo da nomenclatura
O termo "Exército Voluntário" é frequentemente usado como uma descrição abreviada para todas as forças russas brancas na área do sul da Rússia, os nomes reais da formação são:
- Desde a sua criação até 23 de janeiro de 1919, esta formação recebeu o nome de Exército Voluntário.
- De 23 de janeiro de 1919 a 22 de maio de 1919, esta formação foi denominada Exército Voluntário do Cáucaso.
- Em 22 de maio de 1919, esta formação foi dividida em duas formações:
  - Exército do Cáucaso, dissolvido em 29 de janeiro de 1920 e substituído pelo Exército de Cubã, cujos remanescentes se renderam em 18 e 20 de abril de 1920.
  - Exército Voluntário, cujos remanescentes foram evacuados em março de 1920 para a Crimeia
- Em março de 1920, os remanescentes dos diversos Exércitos Brancos foram consolidados na Crimeia sob o comando de Pyotr Wrangel, recebendo o nome de Exército de Wrangel.